# Heinz Zourek
Heinz Zourek (* 9. Dezember 1950 in Wien) ist ein österreichischer EU-Beamter und war zuletzt von 2012 bis 2016 Generaldirektor der Generaldirektion Steuern und Zollunion der Europäischen Union.

## Leben
Zourek studierte Wirtschaftswissenschaften an der Universität Wien. Anschließend war er für die Arbeiterkammer tätig. Von 1990 bis 1993 leitete er die volkswirtschaftliche Abteilung beim Österreichischen Gewerkschaftsbund. Anschließend gehörte er bis 1995 dem Kollegium der EFTA-Überwachungsbehörde an.  Er wechselte zur EU-Kommission, zunächst als stellvertretender Generaldirektor der Generaldirektion Binnenmarkt bis 2001. Anschließend leitete er von 2005 bis 2012 die Generaldirektion Unternehmen und Industrie und von Februar 2012 bis Ende 2015 die Generaldirektion Steuern und Zollunion. Von Juli 2016 bis September 2022 war Zourek in der Ethikkommission der Europäischen Kommission tätig.